# Daniel Rochna
Daniel Rochna (30 de agosto de 1999) es un deportista polaco que compite en ciclismo en la modalidad de pista, especialista en las pruebas de velocidad. Ganó dos medallas de bronce en el Campeonato Europeo de Ciclismo en Pista, en los años 2021 y 2024, ambas en la prueba de velocidad por equipos.

## Medallero internacional
| Campeonato Europeo | Campeonato Europeo       | Campeonato Europeo | Campeonato Europeo    |
| Año                | Lugar                    | Medalla            | Competición           |
| ------------------ | ------------------------ | ------------------ | --------------------- |
| 2021               | Grenchen (Suiza)         | Medalla de bronce  | Velocidad por equipos |
| 2024               | Apeldoorn (Países Bajos) | Medalla de bronce  | Velocidad por equipos |

1. ↑  Compitió en la ronda de clasificación.